# Buddhizmus Svájcban

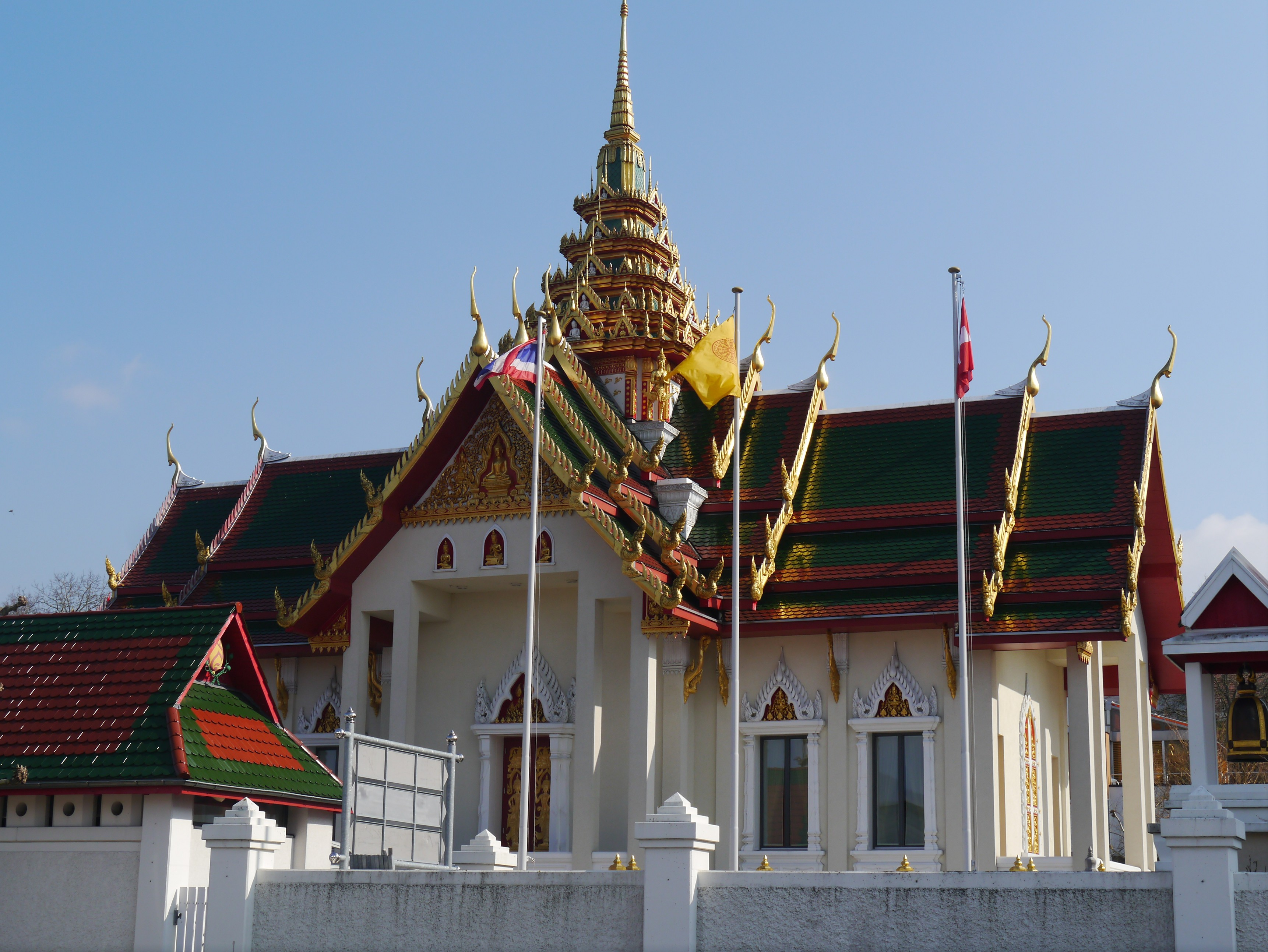
A Wat Srinagarindravararam Gretzenbach nevű svájci településen

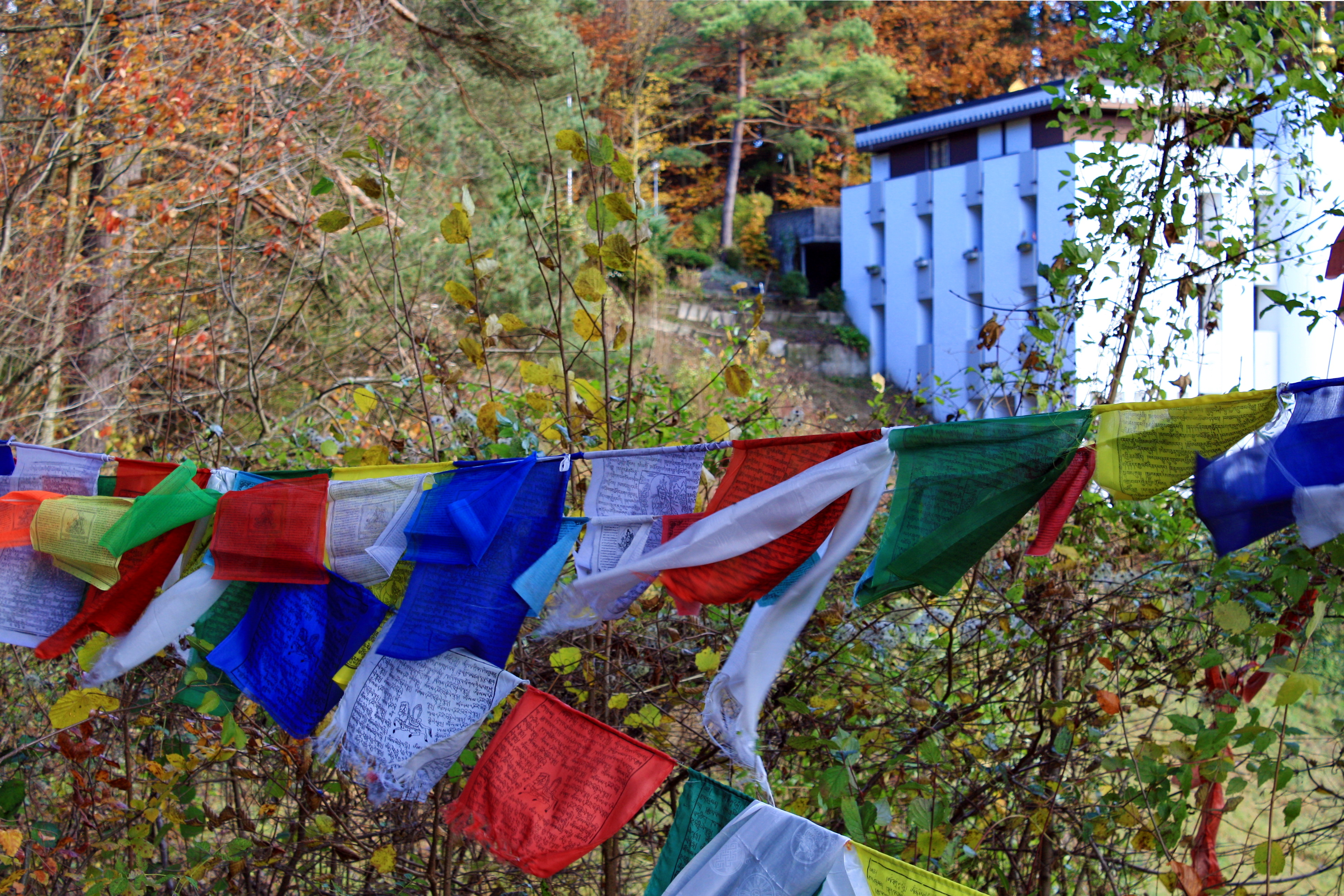
A Rikon Tibeti Intézet a Töss-völgyi Rikon településen, 2009. november

A buddhizmus Svájcban kisebbségi vallásnak számít, és hivatalosan nem elismert. A 2000-es svájci népszámlálás adatai szerint 21 305 fő vallotta magát buddhistának, amely a teljes lakosság 0,29%-át jelenti. Ezek egyharmada thai származású és itt található a legnagyobb tibeti kisebbség Európában.

## Története
1978-ban alapította a Svájci Buddhista Uniót (németül: Schweizerische Buddhistische Union, franciául: Union Suisse des Bouddhistes, olaszul: Unione Buddhista Svizzera) a cseh származású Mirko Fryba (felvett szerzetesi néven: Bhikkhu Kusalananda).
A német származású Nyanatiloka fontos szerepet játszott a svájci buddhizmus korai szakaszában, ugyanis erőfeszítéseket tett egy buddhista kolostor létrehozása érdekében. Éveket töltött az Alpokban, ám egészségügyi okokból felhagyott a kolostor alapítással, és egy észak-afrikai kitérőt követően egy bizonyos Rodolphe-Adrien Bergier nevű gazdag patrónus alapította lausanne-i kolostorban talált menedékre. Később Bergier segítségével Nyanatiloka vásárolt egy apró szigetet Srí Lanka partjainál, amelyet elvonulási központként használtak nyugati emberek számára.
Carl Gustav Jung svájci pszichológus több művében is hivatkozott a buddhizmusra. 1942-ben Max Ladner buddhista csoportot alapított Zürichben, 1948-ban buddhista folyóiratot adott ki Die Einsicht (jelentése magyarul: felismerés v. belátás) címmel, amely utoljára 1961-ben jelent meg, ebben az évben a buddhista csoportja is feloszlott.
A tibeti születésű Geshe Rabten rinpocse alapította 1977-ben a Mont Pèlerin hegyen lévő buddhista kolostort és oktatási központot az európai szerzetesek, apácák és világi emberek számára. A svájci tibeti buddhista és zen kolostorok sorában található a Rikon Tibeti Intézet a Töss-völgyi Rikon településen Zürich kantonban. Lausanneban további három tibeti és egy zen buddhista központ van.
2003-ban adták át a thai királyi család egyik tagjának nevét viselő (Srinagarindra) Wat Srinagarindravararam théraváda buddhista templomot Gretzenbach településen.